# Dominic Hassler
Dominic Hassler (* 30. März 1981 in Lienz) ist ein ehemaliger österreichischer Fußballspieler auf der Position eines Stürmers.

## Karriere
Dominic Hassler begann seine Karriere in seinem Heimatort Irschen in Kärnten beim dortigen Sportverein. Im Jahr 2000 wechselte er zum Erstligisten SV Austria Salzburg und gab dort im Jahr 2002 sein Debüt in der ersten Mannschaft, ein Jahr darauf erzielte er sein erstes Tor für die Salzburger Violetten. 
Im Jänner 2004 übersiedelte er nach Graz zum Grazer AK, mit dem er 2004 österreichischer Meister und auch Cupsieger wurde. 
2005 wechselte er leihweise für ein halbes Jahr nach Linz zum LASK in die Erste Liga.
Nachdem der GAK zum ersten Mal finanziell zu Straucheln begonnen hatte, kam Hassler kurzerhand zurück und wurde zur Stammkraft an der Mur. Nach dem Lizenzentzug und dem Zwangsabstieg des GAK in die Regionalliga Mitte (3. Liga) verließ Hassler das sinkende Schiff 2007 und heuerte etwas nördlicher von Graz beim FC Gratkorn an, wo er als Allrounder (kann im Mittelfeld, Innenverteidigung und Sturm eingesetzt werden) bis zum Jänner 2009 spielte.
Am 14. Jänner 2009 unterschrieb er schließlich einen Zweieinhalb-Jahresvertrag beim Sturm Graz, mit dem er 2009 in der Tabelle den vierten Endrang erreichte. Mit einem Einsatz gegen den FK Austria Wien am 26. September 2010 wurde Hassler in der Saison 2010/11 österreichischer Fußballmeister. Im Sommer 2011 wechselte er zum Erste-Liga-Aufsteiger FC Blau-Weiß Linz. Für diesen absolvierte er 21 Meisterschaftsspiele, erzielte dabei sieben Tore und kam auch in einem Bezirksligaspiel der Amateure zum Einsatz, wobei er auch zum Torerfolg kam. Danach ließ Hassler seine Karriere im Amateurfußball ausklingen. So gehörte er in der Saison 2012/13 dem Regionalligisten FC Gratkorn an und spielte danach von 2013 bis 2016 in drei Spielzeiten für den FC Frohnleiten in der Landesliga Steiermark. Danach wechselte er noch zwei Spielklassen tiefer in die Unterliga Mitte und kam in dieser in zwei Spielzeiten zu 38 Ligaeinsätzen und 24 -toren, ehe er sich vollständig aus dem aktiven Fußballsport zurückzog. Bei den Peggauern ist er heute (Stand: 2021) sportlicher Leiter.

## Erfolge
- 2× Österreichischer Meister: 2004 (GAK), 2011 (Sturm Graz)
- 2× Österreichischer Cupsieger: 2004 (GAK) und 2010 (Sturm Graz)

## Privates
Sein älterer Bruder Claudio (* 1978) war bis 2020 ebenfalls als Fußballspieler aktiv, verbrachte jedoch den Großteil seiner Karriere im Amateurfußball und dabei vor allem bei seinem Heimatklub, dem ASKÖ Irschen. Im Jahr 2003 kam er zu drei Zweitligaeinsätzen für den nur kurzlebigen BSV Juniors Villach.